# Aprostocetus fasciativentrosus
Aprostocetus fasciativentrosus är en stekelart som beskrevs av Boucek 1988. Aprostocetus fasciativentrosus ingår i släktet Aprostocetus och familjen finglanssteklar. Inga underarter finns listade i Catalogue of Life.